# Walter Cramer

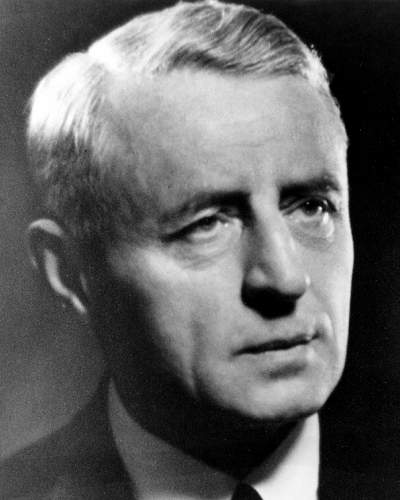

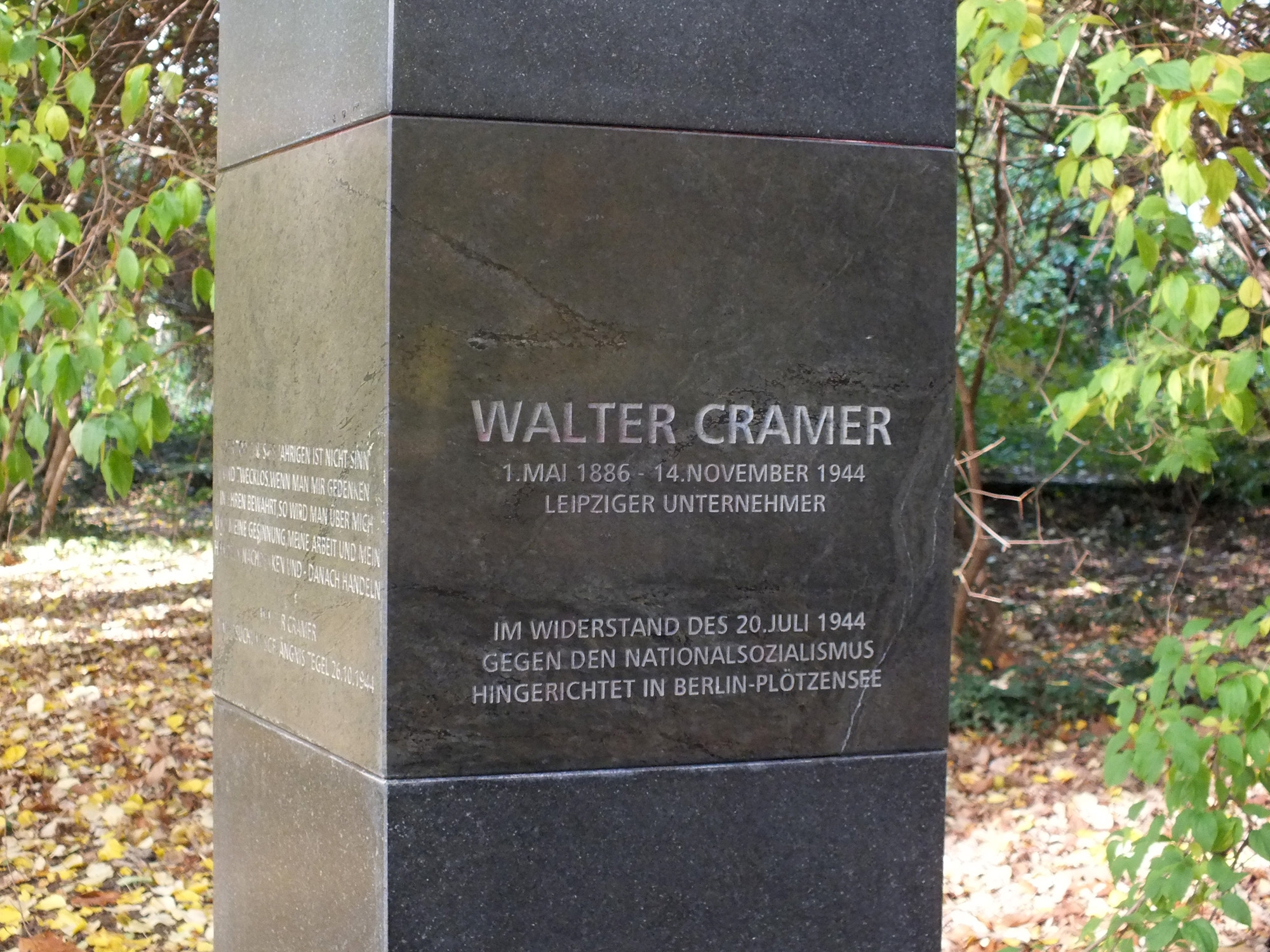

Wilhelm Bernardo Walter Cramer (1 de mayo de 1886, Leipzig - 14 de noviembre de 1944, Berlín) era un empresario alemán miembro del fallido complot del 20 de julio para asesinar a Adolf Hitler en la Guarida del Lobo.

## Biografía
Miembro del directorio de la cámara de comercio y de la Leipziger Kammgarnspinnerei Stöhr & Co. AG, tomó parte en el movimiento de resistencia a cargo de Carl Friedrich Goerdeler (1884-1945). Después del atentado contra el Führer fue arrestado dos días después y juzgado ante el Volksgerichtshof y condenado a muerte en la prisión de Plötzensee, el 14 de noviembre de 1944.
En 1945, fue nombrada la calle que lleva su nombre Walter-Cramer-Straße en su ciudad natal de Leipzig y con un monumento en el Johannapark en 1996.

## Publicaciones en alemán
- Beatrix Heintze: Walter Cramer (1886–1944). Ein Leipziger Unternehmer im Widerstand. Dokumentation. Deutscher Instituts-Verlag, Köln 1993, ISBN 3-602-14350-3.
- Helga Raue: Walter-Cramer-Ehrung der Stadt Leipzig 1994. Dokumentation. Stadt Leipzig, Kulturamt, Leipzig 1994.
- Beatrix Heintze: Walter Cramer, die Kammgarnspinnerei Stöhr & Co in Leipzig und die sogenannte „Judenfrage“. Leipziger Universitätsverlag, Leipzig 2003, ISBN 3-935693-87-7.
- Beatrix Heintze: Walter Cramer – die letzten Wochen. Gefängnisbriefe und -notizen an seine Familie nach dem 20. Juli 1944. Leipziger Universitätsverlag, Leipzig 2013, ISBN 978-3-86583-758-5.
- Annedore Leber: Das Gewissen entscheidet. Bereiche des deutschen Widerstandes von 1933–1945. Mosaik Verlag, Berlín 1957, S. 208 ff.
- Beatrix Heintze: Walter Cramer (1886–1944)Verlag der Sächsischen Akademie der Wissenschaften zu Leipzig, Leipzig 1999, ISBN 3-515-07469-4, S. 63–73.
- Horst Riedel: Stadtlexikon Leipzig von A bis Z. 1. Auflage, Pro Leipzig, Leipzig 2005, ISBN 3-936508-03-8, S. 96 f.
- Peter Steinbach: Lexikon des Widerstandes 1933–1945. 2. Auflage, Verlag C.H. Beck, München 1998, ISBN 3-406-43861-X, S. 98.

- Datos: Q95300
- Multimedia: Walter Cramer / Q95300